# Övre Gärdsjö
Övre Gärdsjö var en småort i Rättviks socken i Rättviks kommun i Dalarnas län. Bebyggelsen växte 2015 samman med Nedre Gärdsjö.